# Leptodontium capituligerum
Leptodontium capituligerum är en bladmossart som beskrevs av C. Müller 1879. Leptodontium capituligerum ingår i släktet groddmossor, och familjen Pottiaceae. Inga underarter finns listade i Catalogue of Life.